# Blastobasidae
Famille
Les Blastobasidae sont une famille d'insectes lépidoptères (papillons) de la super-famille des Gelechioidea. 
Elle regroupe environ 24 genres et 377 espèces.
Ces espèces peuvent se rencontrer presque partout dans le monde, bien que dans certaines régions elles ne soient pas natives mais introduites par l'homme.

## Liste des genres rencontrés en Europe
Selon Fauna Europaea (8 février 2017) :
- Asaphocrita
- Blastobasis
- Hypatopa
- Neoblastobasis
- Tecmerium
- Xenopathia
- Zenodochium